# 睾丸扭轉

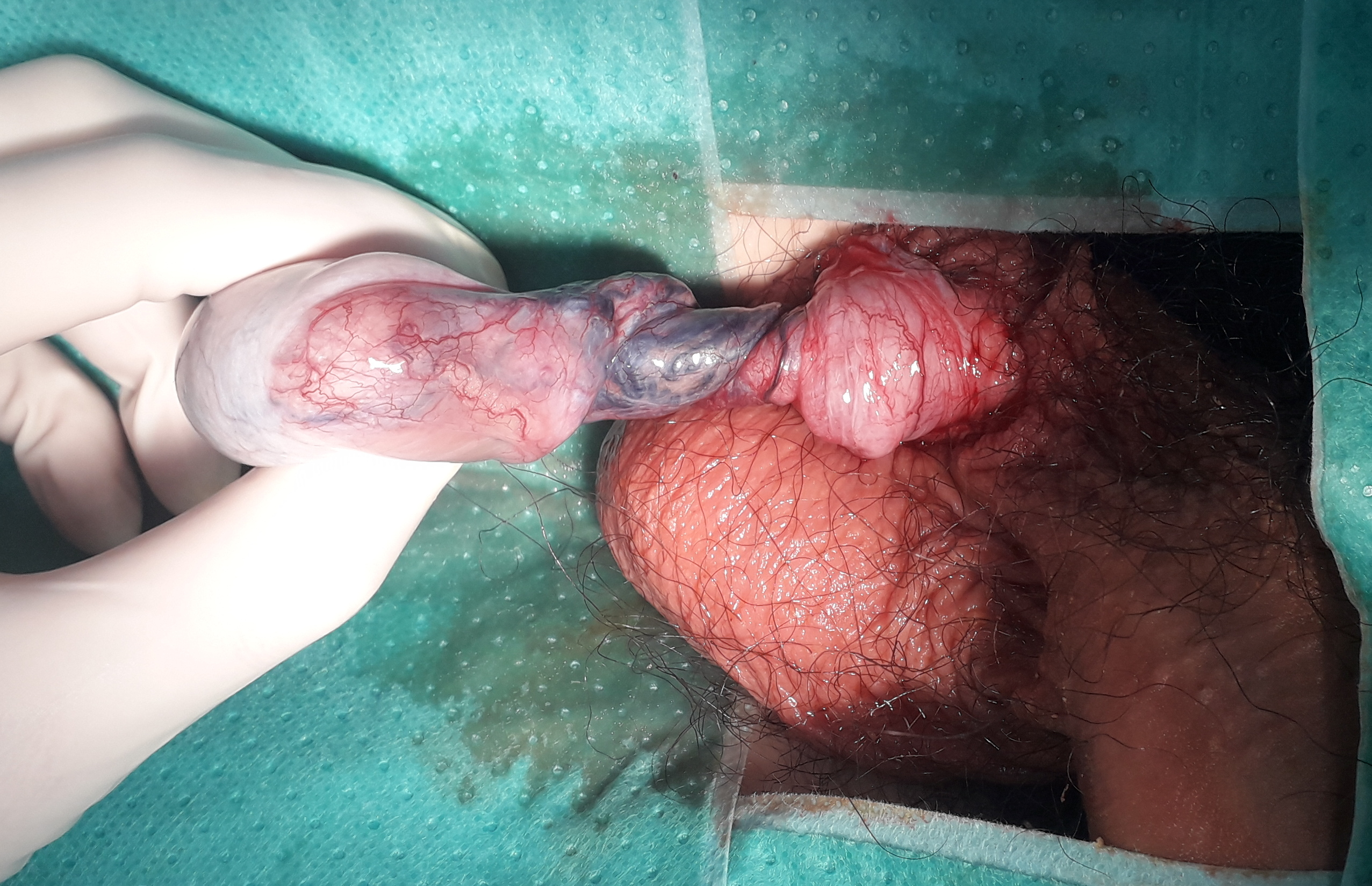
一顆發生精索扭轉的睪丸，其静脉因扭轉而呈現黑色

睪丸扭轉，又稱「扭蛋」，是指當懸吊睪丸的精索扭轉的現象。睪丸扭轉會截斷睪丸的血液供應。该症状具体表现为睪丸會突然發生劇烈疼痛，最常见的发病年龄段是少年期间。睪丸位置也可能會變高，甚至會導致嘔吐的現象。如果新生兒發生睪丸扭轉，對疼痛的反應較不明顯、陰囊會因為缺血而變色，睪丸會偏離正常位置。
大多數睪丸扭轉患者都沒有特殊病史。少數患者有腫瘤或是創傷的病史。睪丸扭轉的危險因子包括：先天上解剖構造有缺陷，形成一種稱為“鐘擺式畸形”的先天障礙，患者的睪丸沒有與陰囊貼合而可以自由移動，睪丸橫躺如鐘擺一般，使得睪丸在陰囊中翻動的範圍更大，造成精索的扭轉。環境溫度變低，因為會使睪丸上提，也可能造成睪丸扭轉。此疾病的診斷大多是依據症狀來判斷。若還無法明確診斷，陰囊超音波會有幫助。 
治療睪丸扭轉的方式，便是想辦法解開扭轉，使睪丸恢復供血，必要的時候需要手術處理。疼痛可以給予鴉片類止痛藥物，並盡早接受治療，對於預後相當有幫助。如果在開始疼痛後六個小時之內處理，通常預後良好，如果延遲超過12個小時或更久，就難以挽救。根據統計，有將近四成的患者需要接受睾丸切除术。 
睪丸扭轉對於剛出生的嬰兒或幼兒是非常常見的。25歲以下的年輕男性，每年有將近1/25,000到1/4000的機率會發生。一旦小孩突然發生睪丸疼痛，有將近十分之一的可能會是睪丸扭轉，而睪丸扭轉可能會造成不孕。1840年，由法國精神科醫師Louis Delasiauve記載了睪丸扭轉這個疾病。

## 外部連結
- 各種睪丸病理照片 （页面存档备份，存于）